# Недосліджена територія
«Недосліджена територія» (англ. «Uncharted Territory») — науково-фантастичний роман (за іншими джерелами — повість) американської письменниці Конні Вілліс, надрукований 1994 року. У романі розповідається про трьох людей, відправлених досліджувати чужий світ у супроводі рідного для невідомого світу провідника, в «архівно написаній сатирі ... політичної коректності».

## Відгуки
На сторінках Нью-Йорк таймс роман описується наступними словами: «Конні Вілліс використовує засіб наукової фантастики для висвітлення характеру та стосунків, а її написання свіже, тонке та глибоко зворушливе».